# Die Arbeitslosen von Marienthal

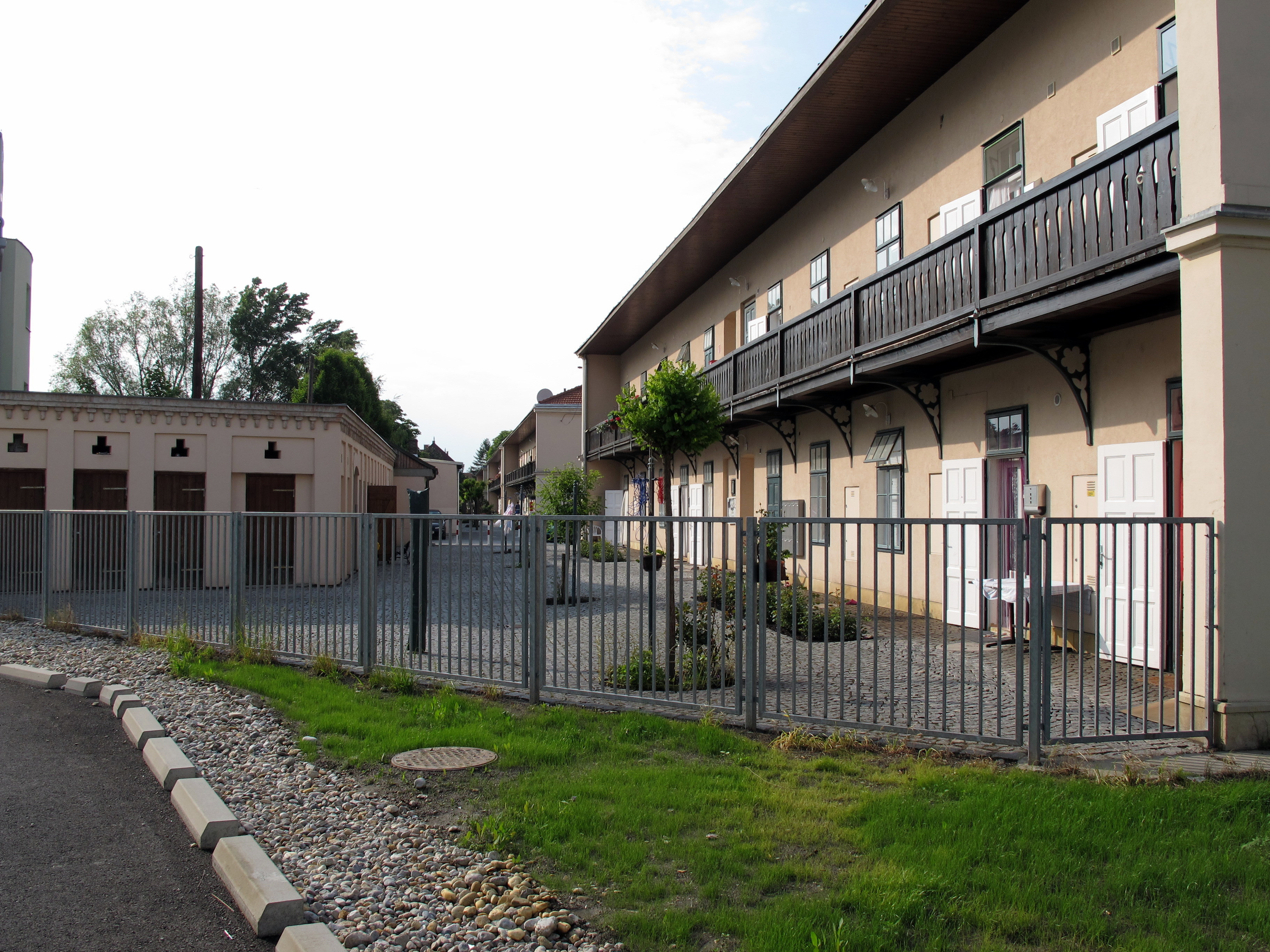
Ein Teil der Arbeitersiedlung (2008 restauriert)

Die Arbeitslosen von Marienthal. Ein soziographischer Versuch über die Wirkungen langandauernder Arbeitslosigkeit (1933) ist der Titel einer Untersuchung von Marie Jahoda, Paul Felix Lazarsfeld und Hans Zeisel zu den Folgen von Arbeitslosigkeit, die zu den Klassikern der empirischen Soziologie gehört. Die Studie zeigte die sozio-psychologischen Wirkungen von Arbeitslosigkeit auf und machte deutlich, dass Langzeitarbeitslosigkeit nicht – wie vielfach angenommen – zu Revolte, sondern zu Einsamkeit und passiver Resignation führt.

## Die Untersuchung
Heute gilt das von einem insgesamt fünfzehnköpfigen Forschungsteam rund um Marie Jahoda und Paul Lazarsfeld ausgeführte Projekt als Meilenstein in der Entwicklung der empirischen Sozialforschung (vgl. auch: Teilnehmende Beobachtung, Feldforschung) und als Musterbeispiel der Theoriebildung in Kombination von quantitativen, qualitativen, vorgefundenen und erhobenen Daten. Auch wenn diese Konzepte jünger sind als die Arbeit über die Arbeitslosen von Marienthal, wurden hier – unter dem Begriff Soziographie – Grundsteine für diese Methoden gesetzt.
Die Arbeitersiedlung Marienthal liegt in Gramatneusiedl, einem Ort in der Nähe Wiens. Damit funktional verbunden war auch Neu-Reisenberg in der Nachbargemeinde Reisenberg, dessen Geschäfte und Wirtshäuser von der Bevölkerung der Arbeitersiedlung frequentiert wurden. Die Schließung einer Fabrik ab 1929, nach deren Inbetriebnahme die Gemeinde gegründet worden war, führte während der Weltwirtschaftskrise um 1931 zu einer jäh anwachsenden Arbeitslosigkeit und Verelendung, da die Arbeitslosenunterstützung nur ein Viertel des bisherigen Einkommens betrug. Die sozialen Einrichtungen wie Vereine, Parks, Theater, Bibliothek wurden nicht mehr genutzt. Die Arbeitslosigkeit wurde zur einzigen Identifikationsmöglichkeit. Es entstand eine resignierte Gemeinschaft. Otto Bauer, der damals führende Mann der österreichischen Sozialdemokratie, schlug Lazarsfeld und Zeisl vor, eine Studie über dieses Thema durchzuführen und nannte auch den Ort Marienthal.
Um Zugang zu den Menschen in Marienthal zu gewinnen, haben die Autoren dieser Studie nicht nur Kontakt zu politischen und gesellschaftlichen Gruppen und Vereinen gesucht, sondern auch Kleidersammlungen, ärztliche Sprechstunden, Erziehungsberatungen, Turn- und Zeichenkurse durchgeführt. Ziel war es, die Menschen für das Forschungsprojekt zu gewinnen. Zugleich diente jedes dieser Mittel (inkl. der aus heutiger Perspektive ethisch problematischen Sprechstunden) auch dazu, durch teilnehmende Beobachtung Informationen über die Marienthaler Bevölkerung zu erlangen.
Für jede Familie in Marienthal wurden Katasterblätter angelegt, auf denen die verschiedenen Beobachtungen und Interviews festgehalten wurden, vom ordentlichen oder ungeordneten Zustand der Wohnung beim Besuch wegen der Kleidersammlung bis hin zu Dingen, die bei der Erziehungsberatung, beim Arztbesuch oder bei der Beobachtung im „Arbeiterheim“ besprochen wurden. Es wurden etwa dreißig ausführliche Interviews geführt, einige Journale über die Zeiteinteilung angefertigt und Essenslisten erstellt. Die amtliche Statistik wurde ebenfalls herangezogen. Lotte Schenk-Danzinger hatte großen Anteil an diesen Arbeiten. In dem Arbeitsteam sind aber offenbar Spannungen persönlicher und politischer Art aufgetreten, sodass Danzinger in der Publikation nicht als Co-Autorin berücksichtigt wurde.
Das veröffentlichte Ergebnis der Studie gibt einen breiten und tiefgehenden Überblick in das Leben mit der damaligen Form von Arbeitslosenunterstützung ohne baldige Aussicht auf Beschäftigung. Insbesondere wird nachgezeichnet, wie sich aufgrund der Hoffnungslosigkeit durch die Arbeitslosigkeit das Zeitbudget verändert. Wenn eigentlich eine Aufgabe zu erfüllen wäre, wird sie trotzdem liegen gelassen. Es fehlt die Zeiteinteilung, das feste Raster, eine Tagesstruktur.
An dem ehemaligen Arbeiterwohnhaus Hauptstraße 52 ist seit 2001 auf einer Gedenktafel zur Erinnerung an Marie Jahoda zu lesen: „Wir haben als Wissenschaftler den Boden Marienthals betreten: wir haben ihn verlassen mit dem einen Wunsch, dass die tragische Chance solchen Experiments bald von unserer Zeit genommen werde.“ Es ist der letzte Satz aus der Studie Die Arbeitslosen von Marienthal.

## Auswirkungen der Studie
Durch eine vom jeweiligen Stand des Forschungsprozesses bestimmte Kombination qualitativer mit quantitativen Methoden der Sozialforschung (Beobachtung, Strukturierte Beobachtungsprotokolle, Haushaltserhebungen, Fragebögen, Zeitverwendungsbögen, Interviews, Gespräche und gleichzeitige Hilfestellungen) ist diese 1933 erstveröffentlichte Arbeit methodisch richtungsweisend – auch wenn ihre Rezeption im deutschsprachigen Raum erst Jahre bzw. Jahrzehnte später erfolgte. Die Gruppe österreichischer Forschungssoziologen wies am Beispiel der von der niedergegangenen Textilindustrie geprägten Kleinstadt Marienthal in einer Feldforschung erstmals in dieser Form, Präzision und Tiefe die sozio-psychologische Notwendigkeit von Arbeit und die Auswirkungen von Arbeitslosigkeit nach. Die Untersuchung zeigte im Hauptergebnis, dass Arbeitslosigkeit nicht, wie bis dahin meist erwartet, zur widerständigen, aktiven Revolution führt, sondern vielmehr zu Vereinsamung und passiver Resignation.
Die Arbeitslosen von Marienthal ist aber nicht nur eine mit vielen Beispielen illustrierte, dichte empirische Beschreibung, sondern auch eine sozialtheoretisch anregende Arbeit mit Blick auf die vier Haltungstypen der auch innerlich Ungebrochenen, der Resignierten, der Verzweifelten und der verwahrlost Apathischen – wobei lediglich der erste Typus noch „Pläne und Hoffnungen für die Zukunft“ kannte, während die Resignation, Verzweiflung und Apathie der drei anderen Typen „zum Verzicht auf eine Zukunft führte, die nicht einmal mehr in der Phantasie als Plan eine Rolle spielt“. Als entscheidende Dimension erwies sich die Fähigkeit, „für die Zukunft Pläne und Hoffnungen“ bewahren und entwickeln zu können, also eine grundlegende Dimension humanen Gestaltungsvermögens nicht zu verlieren: die Antizipation möglicher Entwicklungen.
Der von Marie Jahoda geschriebene Forschungsbericht wird in der Buchausgabe (1975) durch ein in den 1950er Jahren geschriebenes „Vorwort“ von Lazarsfeld ergänzt, in dem die Studie in ihrem Verhältnis zu damaligen und zeitgenössischen Strömungen der Soziologie eingeordnet, und der für die Bucherstausgabe geschriebene methodische Anhang von Zeisl zur Geschichte der Soziografie veröffentlicht wird.
Nach den Autoren der Studie sind in Wien im 17. Bezirk Hernals die Marie-Jahoda-Gasse, im 21. Bezirk Floridsdorf die Lazarsfeldgasse und im 22. Bezirk Donaustadt die Schenk-Danzinger-Gasse benannt. Der Platz vor dem in den 2000er-Jahren neu gebauten Gemeindezentrum in Gramatneusiedl wurde Marie-Jahoda-Platz benannt.

## Verfilmung
- Einstweilen wird es Mittag ist ein bedeutender österreichischer Fernsehfilm über die Marienthalstudie von Karin Brandauer (Erstsendung 1. Mai 1988 im ORF).
- Günter Kaindlstorfer: Die Arbeitslosen von Marienthal, Die Sozialstudie von 1933. Österreich 2009, und auf 3sat.

## Audio
- Marienthal – eine Ortschaft erinnert sich. In: Ö1-Sendung „Memo“, 1981.
- Marienthal Revisited. Ö1-Radiokolleg Teil 1, 2, 3, 2008.
- Marlen Fercher: Die Arbeitslosen von Marienthal – Eine bahnbrechende Sozialstudie. (mp3-Audio; 21,7 MB; 23:28 Minuten) In: Bayern-2-Sendung „radioWissen“. 14. Oktober 2021.

## Textausgaben
Zu genaueren Angaben der verschiedenen Textausgaben siehe die Zusammenstellung Deutschsprachige Ausgaben der Marienthal-Studie des Archivs für die Geschichte der Soziologie in Österreich der Karl-Franzens-Universität Graz.
- Marie Lazarsfeld-Jahoda, Hans Zeisl: Die Arbeitslosen von Marienthal. Ein soziographischer Versuch über die Wirkungen langdauernder Arbeitslosigkeit. Mit einem Anhang zur Geschichte der Soziographie. Hrsg.: Österreichische Wirtschaftspsychologische Forschungsstelle (= Karl Bühler [Hrsg.]: Psychologische Monographien. Band 5). Verlag von S. Hirzel, Leipzig 1933.
- Marie Jahoda, Paul F. Lazarsfeld, Hans Zeisel [sic]: Die Arbeitslosen von Marienthal. Ein soziographischer Versuch mit einem Anhang zur Geschichte der Soziographie. Vorspruch zur neuen Auflage von Paul F. Lazarsfeld (= Klassiker der Umfrage-Forschung. Band 2). Verlag für Demoskopie, Allensbach–Bonn 1960 (mit einem neuen Vorwort von Paul Lazarsfeld).
- Marie Jahoda, Paul F. Lazarsfeld, Hans Zeisel [sic]: Die Arbeitslosen von Marienthal. Ein soziographischer Versuch über die Wirkungen langdauernder Arbeitslosigkeit. Mit einem Anhang zur Geschichte der Soziographie (= edition suhrkamp. Band 769). Suhrkamp, Frankfurt am Main 1975.

## Theater
- Ulf Schmidt: Der Marienthaler Dachs. AutorenPreis 4. Mai 2014 des Heidelberger Stückemarktes (); 25. September 2015 Uraufführung am Volkstheater Wien unter der Regie von Volker Lösch.[5]

## Nachsatz
Von Herbst 2020 bis April 2024 lief im Bezirk Gramatneusiedl das Pilotprojekt Jobgarantie des AMS gegen Langzeitarbeitslosigkeit. Menschen, die zumindest 9 Monate arbeitslos waren, erhielten eine vom Staat gefundene gemeinnützige Arbeitsaufgabe gegen einen Lohn zumindest in der Höhe des bisherigen Arbeitslosengelds. Zum Projekt gehörte begleitend die wissenschaftliche Untersuchung der Auswirkungen.